# Seydou Koné (football)
Pour les articles homonymes, voir Seydou Koné.
Seydou Koné, né le 28 février 1983 à Marcory (Côte d'Ivoire), est un footballeur ivoirien évoluant au poste d'attaquant.

## Biographie

### Débuts
Seydou Koné fait ses premiers pas de footballeur au Vallée AC d'Adjamé en 1996 puis au Sabé Sports de Bouna, club de première division ivoirienne, en 1998. L'année suivante, il signe à l'Al-Rayyan SC avant de revenir dans son pays en 2000 où il évolue deux ans à l'ASEC Mimosas. En 2002, Koné rejoint le club burkinabé du RC Kadiogo et y demeure cinq saisons.

### Arrivée en Europe en Roumanie
Il signe en 2007 en D2 roumaine au FC Botoșani puis à l'Internațional Curtea de Argeș en D1 roumaine en 2008-2009. La saison suivante, il rejoint la D1 portugaise et l'UD Leiria, une expérience non concluante pour l'attaquant ivoirien. Il ne reste que six mois au Portugal et quitte le club faute de temps de jeu. Koné souhaite même arrêter sa carrière et rentrer au pays.

### Parcours en France
C'est alors que Christian Duraincie, un de ses anciens entraineurs qu'il a connu au Burkina Faso, directeur financier de Créteil, le fait venir s'entrainer à l'US Créteil-Lusitanos. Alors qu'il devait signer pour la saison suivante avec le club cristolien, l'affaire ne se concrétise pas et le joueur quitte Créteil. En 2010-2011, Duraincie est nommé directeur général du Pau FC et convainc Seydou de signer en amateurs au club. Celui-ci accepte de tenter l'aventure en amateurs et quitte le professionnalisme à 28 ans. Il débute donc en France au Pau Football Club en CFA lors de la saison de 2010-2011. Classé 3e de son groupe à l'issue de la saison avec son club, et manquant de peu l'accession en National, il termine néanmoins meilleur buteur de l'ensemble des groupes de CFA avec 22 réalisations.
Courtisé à l'issue de sa flamboyante saison, il choisit de rallier le Nîmes Olympique, tout juste relégué de Ligue 2, pour la saison de National 2011-2012. Chez les Crocos, il réalise de nouveau une excellente saison et claque 21 réalisations en championnat s'appropriant une fois de plus la place de meilleur buteur de sa division. Mieux, l'équipe termine à la 1re place, validant son billet pour la saison de Ligue 2 2012-2013. En Ligue 2, pourtant, Koné est moins à l'aise. Si l'équipe brille sous les ordres de Victor Zvunka, il joue seulement 25 matchs en championnat et inscrit 6 réalisations. Arrivé au terme de son bail au Nîmes Olympique en juin 2013, il effectue un essai, non concluant, au Stade lavallois. Il s'engage en août à l'Entente sportive Uzès Pont du Gard, club de National. L'aventure tourne cependant court puisqu'il rallie le FC Istres alors en Ligue 2 dès janvier lors du mercato hivernal.
En difficulté en championnat, il ne parvient pas à éviter la relégation à l'issue de la saison avec une 19e place, et deux buts inscrits en dix rencontres.
En juillet 2014, il s'engage après un essai concluant pour les Chamois niortais en signant un contrat pour une saison. Il réalise une saison pleine et termine deuxième meilleur buteur du championnat de Ligue 2 avec 15 réalisations au compteur. Son ambition à 32 ans est de connaitre un jour la Ligue 1 et si possible avec Niort. La saison suivante est plus compliquée personnellement et collectivement puisqu'il n'inscrit que trois buts en 28 matchs, au terme desquels les Chamois termineront à la 16e place après avoir lutté toute la saison pour le maintien.
Le 1er juin 2016, il s'engage pour deux saisons au Stade lavallois et quitte le club un an plus tard, après un court passage en prêt au CA Bastia. 
En janvier 2018, Koné signe au SC Manduel, club gardois de district évoluant en départemental 2. Par la suite, il s'engage en faveur de l'ES Le Grau-du-Roi, autre club de district. Koné finit meilleur buteur de départemental 1 et 2 du district Gard-Lozère en 2019-2020 avec 26 buts marqués. En 2021-2022, il réalise un bon parcours en Coupe de France, atteignant le quatrième tour, aux côtés d'anciens professionnels comme Benjamin Psaume, Steve Haguy ou Mansour Assoumani.

## Statistiques
| Saison                | Club                  | Championnat           | Championnat | Championnat | Coupe nationale | Coupe nationale | Coupe de la Ligue | Coupe de la Ligue | Total | Total |
| Saison                | Club                  | Division              | M.          | B.          | M.              | B.              | M.                | B.                | M.    | B.    |
| 2016-2017             | Stade Lavallois       | Ligue 2               | 0           | 0           | 0               | 0               | 0                 | 0                 | 0     | 0     |
| Sous-total            | Sous-total            | Sous-total            | 0           | 0           | 0               | 0               | 0                 | 0                 | 0     | 0     |
| Total sur la carrière | Total sur la carrière | Total sur la carrière | 0           | 0           | 0               | 0               | 0                 | 0                 | 0     | 0     |

## Palmarès
- National :
  - Vainqueur : 2012
  - Meilleur buteur du championnat de National 2012

- CFA :
  - Meilleur buteur du CFA 2010-2011

- District Gard-Lozère :
  - Meilleur buteur D1 et D2 2019-2020